# Niccolò dei Salimbeni

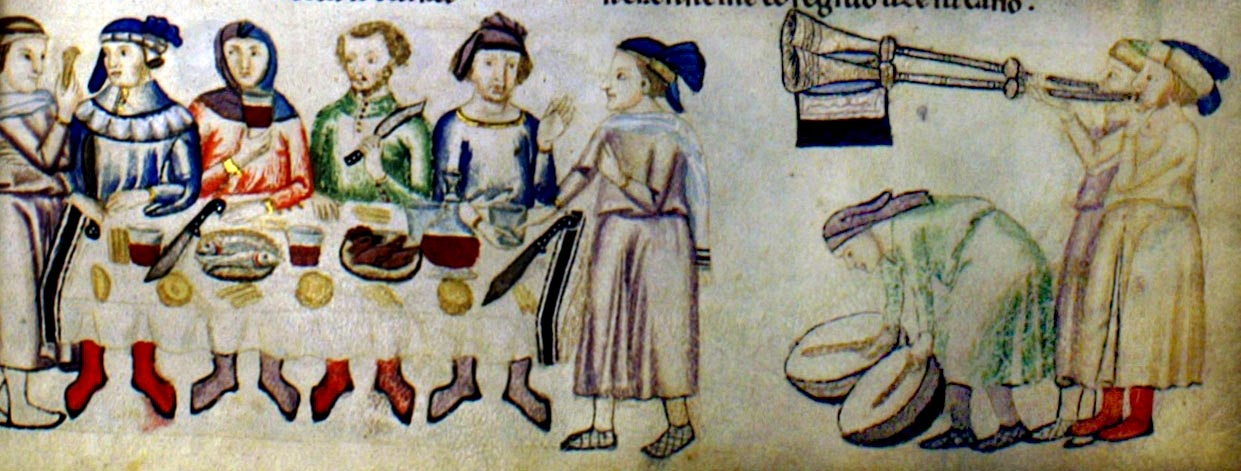
La brigata spendereccia miniatura del Codex Altonensis

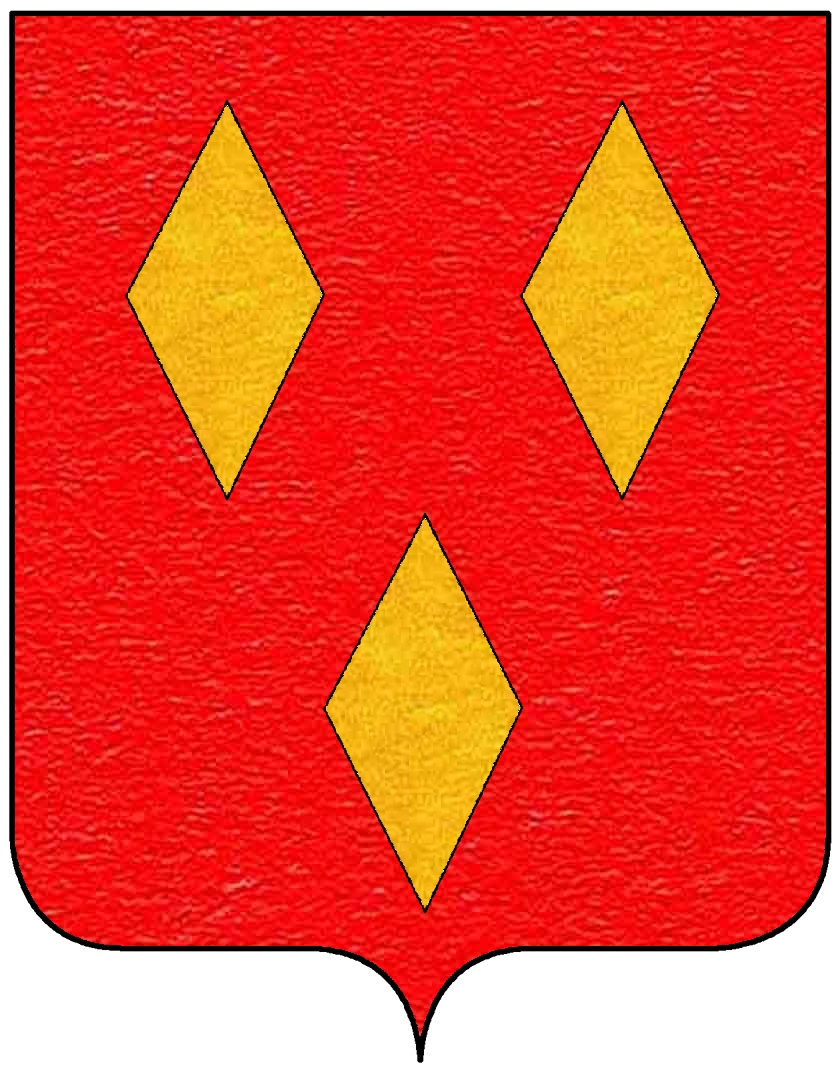
Stemma dei Salibeni

Niccolò dei Salimbeni (Siena, ... – ...; fl. XIII secolo) è un personaggio storico di Siena del Duecento, citato da Dante Alighieri in un passo dell'Inferno (XXIX 127-129).

## Biografia
Egli viene citato a proposito dei vani senesi da Capocchio, un alchimista che nella decima Malebolgia è condannato a soffrire la lebbra. Lo stile dell'episodio è comico-popolare con Dante e Capocchio che, dopo una novella amara del dannato Griffolino d'Arezzo, stanno parlando dei senesi e Capocchio ha iniziato un'ironica lista di personaggi della cosiddetta brigata spendereccia che fecero "oculate" spese.
Non si hanno molte notizie storiche su questo personaggio: nel 1311 era in Lombardia tra i Grandi assieme a Arrigo VII.
Dante riferisce come egli discoverse il costoso vizio dei chiodi di garofano, allora costosissima spezia importata dall'oriente, e lo appiccò all'"orto", probabilmente una metafora colorita per indicare Siena. Gli antichi commentatori poi su questi versi cucirono la storia di come egli adorasse questa erba per condire le carni e arrivasse anche a usarla al posto della brace per cuocere gli arrosti della cacciagione (Benvenuto da Imola).
Altri commentatori però indicano nel Niccolò del passo dantesco un'altra figura, il banchiere Niccolò dei Bonsignori, anche se l'identificazione con il Salimbeni potrebbe essere avvalorata anche dalla presenza di un fratello di Niccolò, tale Stricca, pure citato pochi versi prima in questo canto.